# 湘南ヘルスイノベーションパーク
湘南ヘルスイノベーションパーク（しょうなんヘルスイノベーションパーク）は、神奈川県藤沢市に所在する、日本最大の敷地面積を有する創薬研究所である。愛称は、湘南アイパーク。2011年に、武田薬品工業湘南研究所として開業した。

## 歴史
藤沢市では1956年より東海道本線沿いに工場を誘致する都市計画を実施。1963年1月に武田薬品工業（以下、武田）湘南工場が操業を開始し、2006年まで一般用医薬品を生産していた。武田では1995年頃から新研究所の構想があり、医薬品の特許が切れる2010年問題を控えた2006年頃には計画が具体化し始めた。茨木市の彩都への誘致を目指す大阪府と神奈川県が200億円規模の助成措置を用意して誘致合戦を行ったが、湘南工場跡地に大阪工場の研究部門とつくば市の研究所を統合した新研究所を開設することが決定した。2007年よりコンストラクション・マネジメント方式（CM方式）で事業が進められ、2009年6月に着工。総工費1470億円を投じて2011年2月に竣工し、同年10月に、大阪とつくばから、約1200人の研究者が武田湘南研究所に異動した。各フロアは15のブロックで構成され、横軸に合成・生化学・動物、縦軸に疾患領域ごとにゾーンを設けたマトリックス型の配置とした。
2014年に、クリストフ・ウェバーが武田の社長に就任。2015年より、武田は研究開発を悪性腫瘍、消化器疾患、神経精神疾患の3領域に絞り込む方針を示す。その中の悪性腫瘍や希少疾病用医薬品の開発は、アメリカのマサチューセッツ州ケンブリッジの同社研究所に開発の軸足を移し、湘南研究所での開発は神経科領域の新薬が中心となる。2017年7月には、武田の100%出資によるアクセリード　ドラッグディスカバリーパートナーズに創薬研究事業の一部を継承した。
2017年10月にパシフィコ横浜で開催されたBioJapan2017において、武田湘南研究所の空間や研究機器を社外の研究者やバイオベンチャーに開放する「湘南ヘルスイノベーションパーク構想」を発表。iPS細胞を利用した創薬などを行うケイファーマと、ノイルイミューン・バイオテックが同研究所で研究を行うことが公表された。2018年4月13日には、湘南ヘルスイノベーションパーク（湘南アイパーク）の開所式が行われた。
1000人を越えていた武田湘南研究所の従業員は2018年3月末で522人まで減少したが、湘南アイパークでも武田の研究は継続され、オレキシン受容体に作用する睡眠障害治療薬などの開発が行われている。
2020年と2021年に産業ファンド投資法人が所有権を取得、武田は賃借する形となった。2023年4月からは、産業ファンド投資法人、武田、三菱商事の3社が出資するアイパークインスティチュート株式会社が運営している。

## 建築
南東側の東海道線の線路に沿い、約22万m2の敷地面積を持つ。南端にセンターステーション棟（CS棟）があり、線路から敷地内の池を挟んで研究棟が並ぶ。研究棟部分は最下階を連続した基壇とし、その上に5棟の10階建ての研究棟が載せられた構造を持つ。上部構造は、柱にコンクリート充填角形鋼管、梁にH形鋼を用い、奥行約170m、5棟を合わせた長手方向は約330mに及ぶ。当初はCS棟を含めた一体の免震構造とする計画であったが、機能と耐震性のバランスや、地震発生時の研究棟の振動性状を考慮し、研究棟を免震構造、CS棟は耐震構造とした。大阪・十三の武田の旧工場に設計室を設け、設計事務所や建設会社の意思疎通を図り、設備のユニット化などの工夫により21か月半という短期間の工期での建設が実現した。「森の中の研究所」のコンセプトがあり、敷地内の既存の緑地は可能な限り残されている。
研究棟を貫く「ブロードウェイ」と呼ばれる通路の結節点には「ノマド」と呼ばれるコミュニティスペースがあり、施設内にはコンビニエンスストアや保育施設、スポーツジム、バーなども設けられている。武田湘南研究所から湘南アイパークに改めるに際し、畳敷きのラウンジやビリヤードコーナー、海辺のテラスのようなコミュニケーションスペースなど、研究者同士の交流を促進する場が設けられた。実験室の上下には設備の保守を行いやすいよう1層分の空間が用意され、モジュール化された什器や机は、プロジェクトごとの人や機材の臨機応変な移動を容易にした。本建物は、2013年に日本建設業連合会主催の第54回BCS賞、第1回CM選奨を受賞している。
線路沿いの道路には大船駅と藤沢駅を結ぶ江ノ電バスが運行されており、湘南アイパークの正門前に停留所が設けられている。東海道貨物線にはかつてこの近くに湘南貨物駅があり、跡地を活用して東海道線の旅客駅（仮称 村岡新駅）の建設が予定されている。